# 한재덕 (1911년)
한재덕(韓載德, 1911년 5월 16일~1970년 2월 11일)은 평안남도 성천군(成川郡) 출신으로 해방 직후 김일성 직속 기자를 지냈다. 1953년 7월 일본에 공작원으로 밀파되었다가 1959년 2월 한국으로 귀순하였으며, 공산권문제 연구소장을 지냈다.

## 약력
한국으로 귀순하기까지의 약력은 아래와 같다.
- 본적 평남 성천군 영천면 유동리 (本籍 平南 成川郡 靈川面 柳洞里)[1]
- 일본 와세다 대학 제일고등학원 영문과 중퇴 (日本 早稻田大學 第一高等學院 英文科 中退)
- 1933년 조선중앙일보 평양 특파원 (朝鮮中央日報平壤特派員)
- 1943년 8월 평양 매일신문사 기자 (平壤 每日新聞社 記者)
- 1945년 8월 평남 건준 선전부장 (平南建準 宣傳部長)
- 동년 10월 평양민보 편집국장 (平壤民報 編輯局長)
- 1946년 2월 평남 문학예술동맹 서기장 (平南文學藝術同盟書記長)
- 동년 4월 평양시 문학예술동맹 위원장 (平壤市文學藝術同盟委員長)
- 동년 7월 공산당입당 (共產黨入黨) 북조선문학예술총동맹서기장 (北朝鮮文學藝術總同盟書記長)
- 동년 11월 민주조선 (民主朝鮮,  북한정권 기관지) 주필 (主筆)
- 동년 8월 조선중앙통신사 국내보도부장 (朝鮮中央通信社國內報道部長)
- 1951년 2월 동사주필 (同社主筆)
- 1952년 3월 북한 문화선전성 대외문화국 보도부원 (文化宣傳省 對外文化局 報道部員)
- 1953년 7월 일본지구 공작원 (日本地區工作員)으로 밀파(密派) 됨
- 1955년 일본 경찰에 피체. 집행유예로 풀려남.
- 1959년 2월 대한민국으로 귀순(歸順)

평양민보(平壤民報)는 1945년 10월 15일 평안남도 인민정치위원회의 기관지로 창간되었다. 이를 개편하여 1946년 6월 4일 북조선임시인민위원회 기관지인 민주조선(民主朝鮮)으로 재창간하였다. 1948년 9월 북한정권이 수립된 후 민주조선은 최고인민회의 상임위원회와 내각의 공동기관지로 발전되었다.

## 김일성 우상화에 기여
한재덕은 해방 직후 북한에서 김일성을 우상화하고 찬양하는 글을 다수 발표하였는데, 귀순 후 이러한 글들을 쓴 것에 대해 부끄럽게 생각한다고 밝히며, 이 글들을 무효화한다고 선언하기도 했다. 그가 한국으로 귀순한 후에도 지금까지 북한이 그대로 이용하고 있는 표현들이 있는데 대표적인 것은 아래와 같다.
김일성은 1925년 1월 칠골 외가를 떠나 부모가 있는 만주로 돌아가는데 이때 걸어간 길을 "광복의 천리길"이라는 이름을 붙여 기념한다. 당시 김일성이 압록강을 건느면서 맹세했다고 하는 말이 각종 김일성 전기에 판박이처럼 나온다.
『나는 14살 때에 조선이 독립하지 않으면 다시 돌아오지 않으리라 굳게 결심하고 압록강을 건넜습니다.그 때 나는 그 누군가가 지은 「압록강의 노래」를 부르면서 내가 언제 다시 이 땅을 밟을 수 있을까,내가 자라나고 선조의 무덤이 있는 이 땅에 다시 돌아올 날은 과연 언제인가,이렇게 생각하니 어린 가슴에도 슬픔을 금할 수 없었습니다』

 이런 말은 해방 직후 김일성 수행기자를 하던 한재덕이 지어낸 것으로, 1945년 10월 19일자 평양민보(平壤民報)에 처음 실린 것이다.
또한 해방직후 평양에 온 소련군 대위에 불과한 김일성에게 "장군"이라는 칭호를 처음 붙여 쓰기 시작한 사람도 한재덕이다. 『문화전선(文化戰線)』(창간호, 1946년 7월)의 「김일성 장군 개선기(金日成 將軍 凱旋記)」에는 이에 대해 다음과 같이 쓰고 있다.
 [p.87] 새로운 개선(凱旋)의 날

장군(將軍)이 귀국(歸國)한 후(後) 그 제일성(第一聲)과 용자(勇姿)를 맨처음으로 지상(紙上, 平壤民報)에 취급(取扱)하는 영광(榮光)과 장군(將軍)에게 「장군(將軍)」이라는 칭호(稱號)를 지상(紙上)을 통(通)하여 처음으로 받드는 영광(榮光) – 기자생활(記者生活) 최대(最大)의 영광(榮光)을 지닐 수 있은 필자(筆者)는 또한 장군(將軍)의 만경대(萬景台)에의 개선행(凱旋行)에 수행(遂行)을 하여 그 세기적(世紀的) 감격장면(感激場面)을 몸소 가슴깊이 인상(印象)받을 수 있었다.

김일성이 해방전 5년간 아무런 항일투쟁도 하지 않고 소련군에서 근무하다, 소련 군함을 얻어타고 귀국한 것을 "개선(凱旋)"이라고 미화하여 처음 표현한 사람도 한재덕이다. 평양에 세워진 개선문(凱旋門) 명칭도 여기에 유래하는 것으로 보인다. 개선문 1층 앞뒤의 양쪽벽에 새겨진 1925, 1945라는 연대는그가 칠골을 떠나 만주로 가던 해와 귀국하는 해이다.
『김일성 장군 개선기(金日成 將軍 凱旋記)』는 1945년 10월 19일부터 평남인민정치위원회 기관지 평양민보(平壤民報)에 처음 연재된 글이며, 1946년 7월 문화전선 창간호에 재수록되고, 1947년 11월 한재덕이 다른 글과 묶어 동명의 단행본으로 간행할 때도 수록하였다.

## 1959년 한국 귀순
- 나도 자유(自由)를 선택(選擇)하였다 - 귀순(歸順)한 괴뢰(傀儡)의  민주조선주필(民主朝鮮主筆) 한씨(韓氏) 회견담(會見談) 1959.04.10 동아일보 3면

나는 共產主義(공산주의)를 告發(고발)한다 / 大韓民國(대한민국)의 품안에 들면서 /  傀儡對日工作員韓載德氏 歸順 1959.04.10 경향신문 3면
- 나는 共產主義(공산주의)를 告發(고발)한다 (1) : 韓載德(한재덕) 1959.04.11 경향신문 2면

나는 共產主義(공산주의)를 告發(고발)한다 (2) 1959.04.12 경향신문 3면
나는 共產主義(공산주의)를 告發(고발)한다 (3) 1959.04.12 경향신문 2면
나는 共產主義(공산주의)를 告發(고발)한다 (完(완)) 1959.04.13 경향신문 2면
- 나는 共產主義(공산주의)를 告發(고발)한다 大韓民國(대한민국)의 품안에 들면서 (1) : 韓載德(한재덕) 1959.04.10 동아일보 3면

나는 共產主義(공산주의)를 告發(고발)한다 大韓民國(대한민국)의 품안에 들면서 (2) 1959.04.11 동아일보 3면
나는 共產主義(공산주의)를 告發(고발)한다 大韓民國(대한민국)의 품안에 들면서 (3) 1959.04.12 동아일보 3면
나는 共產主義(공산주의)를 告發(고발)한다 大韓民國(대한민국)의 품안에 들면서 (4) 1959.04.13 동아일보 3면
나는 共產主義(공산주의)를 告發(고발)한다 大韓民國(대한민국)의 품안에 들면서 (5) 1959.04.14 동아일보 3면
나는 共產主義(공산주의)를 告發(고발)한다 大韓民國(대한민국)의 품안에 들면서 (6) 1959.04.15 동아일보 3면

## 저서 및 논문
- 『김일성 장군 개선기 (金日成 將軍 凱旋記)』, 한재덕 저(韓載德 著). 평양(平壤), 민주조선출판사(民主朝鮮出版社), 1947.11.20
- 한재덕, 조선에 있어서의 쏘련과 미국[깨진 링크(과거 내용 찾기)], 평양, 민주조선사, 1948.
- 한재덕, 조선과 미국 관계의 역사적 고찰[깨진 링크(과거 내용 찾기)] 평양, 국립인민출판사, 1949년 1월 2일 : NARA
- 1962년 동아일보에 『金日成(김일성)을告発(고발)한다 - 金日成(김일성) 直屬記者(직속기자)의 手記(수기)』 연재 : 총 82회

韓載德(한재덕), 金日成(김일성)을告発(고발)한다 (1) - 金日成(김일성) 直屬記者(직속기자)의 手記(수기) 1962.05.04 동아일보 2면

金日成(김일성)을 告発(고발)한다 (81) - 金日成(김일성) 直屬記者(직속기자)의 手記(수기) 1962.08.12 동아일보 2면

金日成(김일성)을 告発(고발)한다 (82) - 金日成(김일성) 直屬記者(직속기자)의 手記(수기) 1962.08.13 동아일보 2면
- 『김일성(金日成)을 고발(告発)한다 : 조선노동당치하의 북한회고록』, 서울, 내외문화사(內外文化社), 1965
- 한재덕(韓載德), 임태순(任台淳), 유완식(兪完植) 공저, 『동서관계 20년사(東西關係 二十年史) / 共産主義理論과 現實批判全書 第3卷』, 서울 : 內外文化社, 1965
- 한재덕(韓載德), 韓國의 共産主義와 北韓의 歷史 / 共産主義理論과 現實批判全書 第5卷[깨진 링크(과거 내용 찾기)] 서울 : 內外文化社, 1965
- 『피의 유형지: 북한 20년의 숙청사』, 한재덕 저; 조철 공저. 서울: 한국반공연맹, 1967.
- 『北韓總鑑 : 1945-68』 / 特輯論文 : 金日成論 (韓載德) 북한연감간행위원회, (서울: 共産圈問題硏究所, 1968) p.780
- 『김일성(金日成)과 북괴(北傀)의 실상(實相)』, 서울, 공산권문제연구소(共産圈問題硏究所), 1969
- 5. 북괴발간 역사서적 비평 / 항일빨찌산 참가자들의 회상기 (韓載德) 『北韓의 國史觀 批判 論文集』 (서울: 國土統一院, 1977) pp. 359 ~ 376 ( 원문 바로보기 )

## 참고 자료
- 한재덕(韓載德) - 한국민족문화대백과사전
- 일제감시대상인물카드 한재덕(韓載德) 한국사데이터베이스

종로서에서 촬영한 1931년 10월 2일자 사진
- 일제감시대상인물카드 한재덕(韓載德) 한국사데이터베이스

1936년 12월 경기도 경찰부에 검거
- A North Korean defector, Han Jai Duk, speaks to a gathering in South Korea [탈북자 한재덕] 국사편찬위원회 전자사료관

한국 귀순 당시의 사진. 1958.04.15 촬영으로 나오나 1959년의 착오로 보인다.